# José Rocabruna
Josep Rocabruna i Valdivieso (Barcelona, 1879 – México, 1957) fue un violinista y profesor de música español, impulsor de la música mexicana en la primera mitad del siglo XX.

## Biografía
Después de recibir las primeras nociones de música en la escolania de la Merced de Barcelona, estudió en el conservatorio del Liceo con Domènec Sànchez y Deyà. Enseñó violín en el Conservatorio del liceo (1895) y formó parte de la orquesta del Liceo como concertino de violín y, en el año 1897, del Cuarteto Crickboom, con Pau Casals al violonchelo, Mathieu Crickboom y Josep Rocabruna al violín y Rafael Gàlvez a la viola. 
Poco después, en 1901, se fue de gira a América con el conjunto musical Octeto Español, actuando y triunfando como concertino en la Metropolitan Opera House de Nueva York. Al año siguiente el octeto se trasladó a México, donde hizo varias actuaciones, pero tres de los músicos decidieron establecerse en el país: Rocabruna, el pianista Joan Roure y el violonchelista Guillem Ferrer. Posteriormente, con el también catalán Luciera G. Jordà, fundó el Quinteto Jordà-Rocabruna, que integraban los músicos Josep Rocabruna (violé 1.º), Guillermo Gómez (violé 2.º), Guillem Ferrer (violonchelo), Luis G. Jordà (piano) y Lluís Mas (armonio).
Rocabruna empezó una importante carrera de promoción de la música en México cuando Justo Sierra, ministro de educación, le ofreció en 1903 la cátedra de violín del Conservatorio Nacional de México, un cargo que Rocabruna conservó de por vida. Fundó en 1915 la Sociedad de Música de Cámara, perteneciente a la Unión Filarmónica; también dirigió la Orquesta Sinfónica del Sindicato de Filarmónicos (1926-28) y junto a José F. Vásquez, la Orquesta Sinfónica de la Facultad de Música en 1929, que a la postre se convertiría en la OFUNAM. Fue fundador y director, durante muchos años, de la Orquesta Sinfónica Mexicana, y también fue director de la Escuela Nacional de Música de la UNAM (1939-1942). Impartió clases de violín a Silvestre Revueltas.
Integrado a la vida y actividades de los catalanes residentes en este país, contribuyó a los Juegos Florales de la Lengua Catalana y, con los ya mencionados Luis G. Jordà y Guillem Ferrer, formó parte del núcleo fundacional del Orfeón Catalán de México. Entre sus discípulos tuvo los futuros músicos Daniel Ayala, Federico Baena, Benjamín Cuervo, Luis Meneses, Armando Montiel, Salvador Pérez Márquez, Silvestre Revueltas, Arturo Romero, Luis Sandi, Ezequiel Sierra, Gloria Torres y Lauro Urangas.
Una calle lleva su nombre en la colonia Copilco el Alto de la delegación Coyoacán de la Ciudad de México.

## Grabaciones
- Cilindros Edison:[3]
  - Grabación del 1905 del Archivado el 27 de julio de 2011 en Wayback Machine. Quinteto Jordá-Rocabruna Archivado el 27 de julio de 2011 en Wayback Machine., intrepretant El amor se la vida Archivado el 27 de julio de 2011 en Wayback Machine., de Julio Ituarte
  - Grabación del 1913 del Quinteto Jordá-Rocabruna, Monte Cristo (ref. 1768)
  - Grabación de Josep Rocabruna al violín, Romance & Tarantella (ref. 4M-460)